# Муратова Вікторія Олександрівна
Муратова Вікторія Олександрівна — український кінодраматург.

## Біографічні відомості
Народилася 9 жовтня 1947 р. у м. Нижній Волочок. Закінчила Київський державний інститут культури (1978).
Член Національної Спілки кінематографістів України.

## Фільмографія
- «Вбивство у зимовій Ялті» (2006, 2-й режисер)

Сценарист:
- «Дорога нікуди» (1992, за мотивами однойменного роману Олександра Гріна; співавт. сценар. з О. Муратовим)
- «Геть сором!» (1994, за мотивами повісті М. Хвильового «Сентиментальна історія»)
- «Вальдшнепи» (1995, за однойменним романом М. Хвильового)
- «Провінційний роман» (2001, співавт. сцен. з О. Муратовим)
- «Татарський триптих» (2004, співавт. сцен. з О. Муратовим)
- «Запорожець за Дунаєм» (2007, співавт. сцен. з М. Засєєвим-Руденком)